# Pippi Långstrump på de sju haven
Pippi Långstrump på de sju haven är en svensk barnfilm från 1970 av Olle Hellbom, med manus av Astrid Lindgren. Det är den första långfilmen med Inger Nilsson i rollen som huvudkaraktären Pippi Långstrump.

## Handling

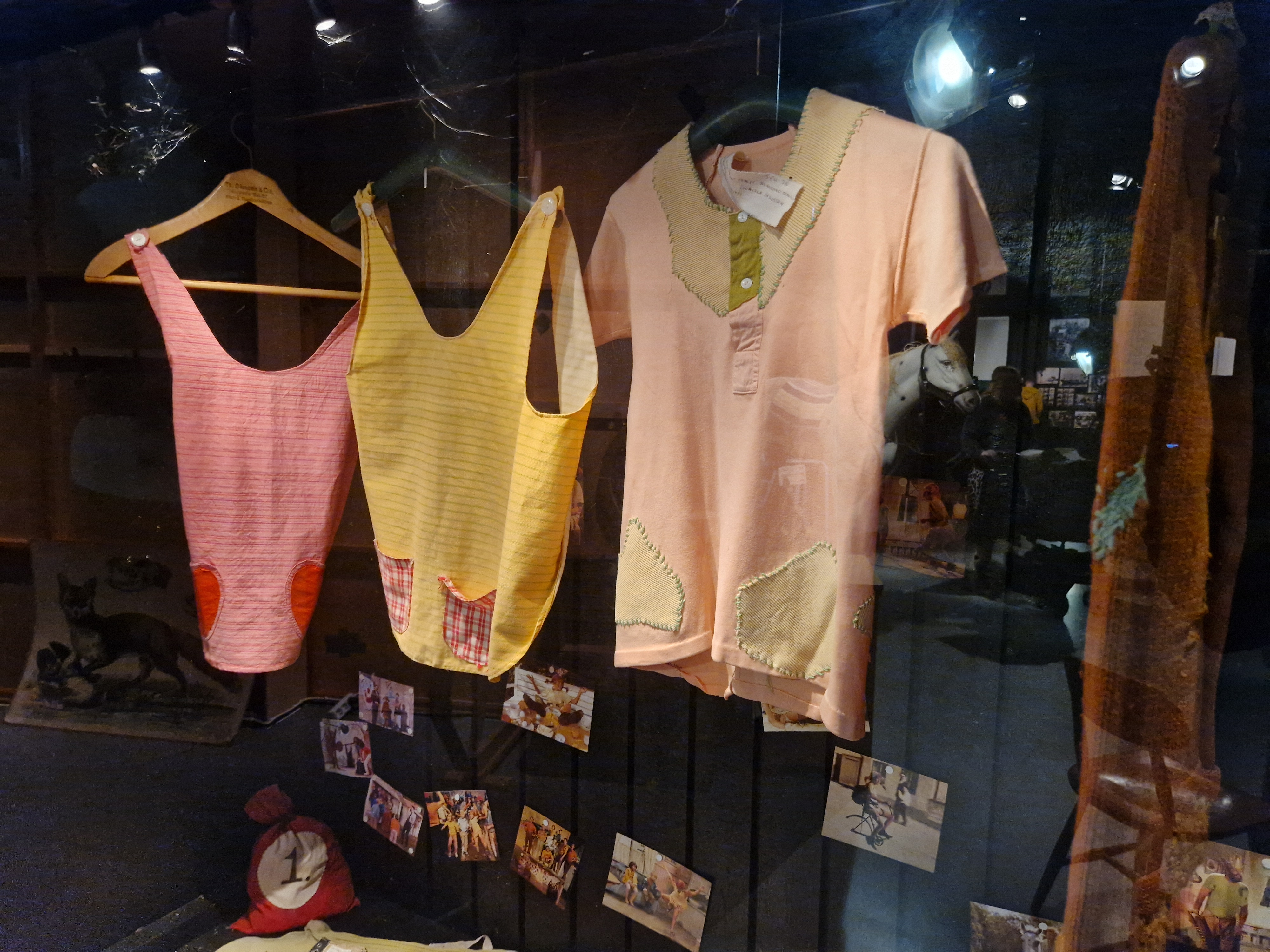
Originalkläderna som bars av Pippi Långstrump i filmen.

Pippi får flaskpost från sin pappa där det står att han är fängslad av grymma pirater i sjörövarstaden Porto Piluse, och de ger honom bara vatten och bröd. Pippi, Tommy och Annika reser dit med bland annat en säng med en luftballong fäst ovanför, ett egenkonstruerat flygplan samt ett kapat piratskepp för att befria honom. Tommys och Annikas bortresta föräldrar tror att barnen är hemma hos Pippi.

## Bakgrund
Filmen är en uppföljare till TV-serien Pippi Långstrump, med samma skådespelare i huvudrollerna. Jarl Borssén och Staffan Hallerstam som medverkar i denna film medverkar också i serien, dock i andra roller.

## Rollista
| Roll                     | Skådespelare       | Svensk röst        |
| ------------------------ | ------------------ | ------------------ |
| Pippi Långstrump         | Inger Nilsson      | Inger Nilsson      |
| Annika Settergren        | Maria Persson      | Maria Persson      |
| Tommy Settergren         | Pär Sundberg       | Pär Sundberg       |
| Kapten Efraim Långstrump | Beppe Wolgers      | Beppe Wolgers      |
| Blod-Svente              | Jarl Borssén       | Jarl Borssén       |
| Jocke med kniven         | Martin Ljung       | Martin Ljung       |
| Ingrid Settergren        | Öllegård Wellton   | Öllegård Wellton   |
| Sven Settergren          | Fredrik Ohlsson    | Fredrik Ohlsson    |
| Pubvärd                  | Alfred Schieske    | Hans Lindgren      |
| Marko                    | Staffan Hallerstam | Staffan Hallerstam |
| Papegojan Rosalinda      | Douglas            | Marianne Nielsen   |
| Pedro                    | Tor Isedal         | Tor Isedal         |
| Franco                   | Håkan Serner       | Håkan Serner       |
| Enögde Oscar             | Wolfgang Völz      | Hans Lindgren      |
| Kalle me' plytet         | Nikolaus Schilling | Gösta Prüzelius    |
| Pirat                    | Per Bakke          | Per Bakke          |
| Lilla Gubben             | Bunting            | Bunting            |
| Pirat                    | Ingemar Claesson   | Ingemar Claesson   |
| Pirat                    | Åke Hartwing       | Åke Hartwing       |
| Pirat                    | Thor Heyerdahl     | Thor Heyerdahl     |
| Pirat                    | Gunnar Lantz       | Gunnar Lantz       |
| Pirat                    | Kevin Leonard      | Kevin Leonard      |
| Pirat                    | Nibbe Malmkvist    | Nibbe Malmkvist    |
| Pirat                    | Olle Nordemar      | Olle Nordemar      |
| Pirat                    | Olle Nyman         | Olle Nyman         |
| Pirat                    | Carl Schwartz      | Carl Schwartz      |

## Inspelning
Inspelningen ägde rum mellan 4 augusti och 10 december 1969.
Scenerna från piratstaden spelades in i Jugoslavien, i staden Budva i nuvarande Montenegro. Därefter filmade man söderhavsscenerna på Barbados. Sjörövarnästet var däremot uppbyggt vid kastellet i Vaxholm! Ett stort antal statister deltog i inspelningarna, däribland filmteamet själva. I inspelningen från Barbados dyker den norske upptäcktsresanden Thor Heyerdahl upp, då han råkade befinna sig på ön av en slump.

## Mottagande
Filmen fick negativa recensioner.
| ”                        | Succén är självklart given. Ingen kritiker inbillar sig väl att han kan göra något åt saken. Så länge samhället inte stöder och engagerar sig i barnfilmsproduktionen! Vad jag saknar i den här barnlångfilmen är ett inspirerat manus och ett fantasteri som lyfter historien från idyllens Villerkulla till barndomens galna dröm om frihet. | „ |
| – Jonas Sima i Expressen | |   |

| ”                              | Olle Hellboms uppfinningsrikedom i detaljer är hela tiden stor och beundransvärd. Ändå tyckte jag att sjörövardelen av den här filmen blev lång och full av upprepningar. Hade tonen från inledningen hållits hade det kunnat bli en ovanligt fin film, älskad av barn och vuxna, alla sorter. Nu blev det som det brukar till sist. Alla ungar älskar sina idoler och väljer dem även när det tar emot. | „ |
| – Annika Holm i Dagens Nyheter | |   |